# Penningmarknaden
Penningmarknaden är den del av räntemarknaden som avser handel med instrument som ger en fastställd avkastning, en ränta, och som har en löptid på mindre än ett år. Krediter på längre tid räknas till obligationsmarknaden.
En av penningmarknadens viktigaste funktioner är att hantera likviditeten i ekonomin, bland annat genom att skapa en beredskap för banker för möjliga in- och utbetalningar i framtiden. Handeln på penningmarknaden sker med statsskuldväxlar och företagscertifikat. 
Staten, banker, bostadsfinansieringsinstitut och företag emitterar värdepapper på penningmarknaden. Utöver denna primärhandel förekommer andrahandshandel i redan emitterade värdepapper. Även handel med derivat på korta värdepapper brukar räknas in i penningmarknaden.
Riksbanken använder penningmarknaden i syfte att uppnå en stabil utveckling av prisnivåerna och kronans värde. Riksbankens främsta instrument för att åstadkomma stabilitet i penningvärdet är styrräntan.

## Penningmarknaden i Sverige
På den svenska penningmarknaden är staten den enskilt största låntagaren. Vid utgången av 2000 omfattade penningmarknaden  450 miljarder kronor. Av dessa svarade bostadscertifikat för ca 80 miljarder kronor. Bostadscertifikatens andel av penningmarknaden minskade från ca 36 procent 1996 till knappt 20 procent 2000. Genom upplåning på penningmarknaden får bostadsinstituten möjlighet att matcha räntevillkoren mellan upplåningen och utlåning. När bostadsinstitutens låntagare väljer att ta upp lån till rörlig ränta eller ränta med kort bindningstid ökar bostadsinstitutens upplåning på penningmarknaden.
Tillvägagångssättet vid utgivning av och handel i värdepapper på penningmarknaden är i stort sett detsamma som på obligationsmarknaden. Marknaden för penningmarknadspapper utgjorde år 2006 en fjärdedel av det totala värdet av utestående värdepapper på räntemarknaden.

### Emittenter
Statens upplåning på penningmarknaden sker via riksgäldskontorets emissioner av statsskuldväxlar medan övriga institut lånar genom att ge ut certifikat, till exempel bankcertifikat och bostadscertifikat. Statsskuldväxlarna har en dominerande ställning på penningmarknaden. Mängden utestående statsskuldväxlar minskade marginellt med tre miljarder kronor under 2004 och uppgick vid slutet av året till knappt 270 miljarder kronor, vilket svarade för drygt hälften av den utestående stocken av kortfristiga värdepapper. Riksgäldens utgivning av statsskuldväxlar görs bl.a. för att underlätta hantering av svängningar i statens kortfristiga lånebehov.

### Placerare
De placerare som har de största innehaven på penningmarknaden är dels kategorin ”företag och övriga”, dels banker. Vid utgången av 2004 förfogade dessa kategorier över ca 30 procent vardera av den utestående stocken av kortfristiga räntepapper. Företag och övriga minskade sina innehav marginellt till ca 140 miljarder kronor medan bankernas placeringar ökade med en tiondel till omkring 150 miljarder kronor jämfört med slutet av föregående år. Försäkringsbolagen minskade sina innehav på penningmarknaden under 2004. Försäkringsbolagen stod då fortfarande för drygt en fjärdedel av den totala utestående stocken värdepapper på penningmarknaden. Kategorin ”utlandet” ägde innehav motsvarade en sjättedel av den totala utestående stocken av värdepapper på penningmarknaden 2004. Vid utgången av 2004 var AP-fondernas penningmarknadsplaceringar i stort sett oförändrade jämfört med föregående år. Innehaven uppgick till ca 2 miljarder kronor (0,4 procent av den totala utestående stocken).

### Omsättning
Under 2004 omsattes i genomsnitt omkring 12 miljarder kronor per dag i svenska statsskuldväxlar, vilket innebar en ökning om knappt en tiondel jämfört med föregående år. Omsättningen i bostadscertifikat minskade däremot med nästan en tiondel jämfört med föregående år till i genomsnitt drygt 3 miljarder kronor per dag under 2004.
Av den totala omsättningen i statsskuldväxlar under hela 2004 omsattes drygt 2 300 miljarder kronor på sekundärmarknaden och bara 455 miljarder kronor (ca 15 procent) på primärmarknaden, det vill säga i form av nyemissioner, varav en stor del sannolikt utgjorde ersättningar för förfallna växlar. Totalt sett ökade omsättningen på penningmarknaden något under 2004 jämfört med 2003.

## Penningmarknadens kortaste del
När löptiderna på penningmarknaden går ner mot en vecka och kortare blir vanliga värdepapper mindre praktiska. Istället används andra kontraktslösningar, som depositkontrakt, repor och valutamarknadssvappar. Med dessa standardiserade kontraktslösningar behöver aktörerna endast komma överens om löptiden, belopp och räntan på in- eller utlåningen.